# デュラハン

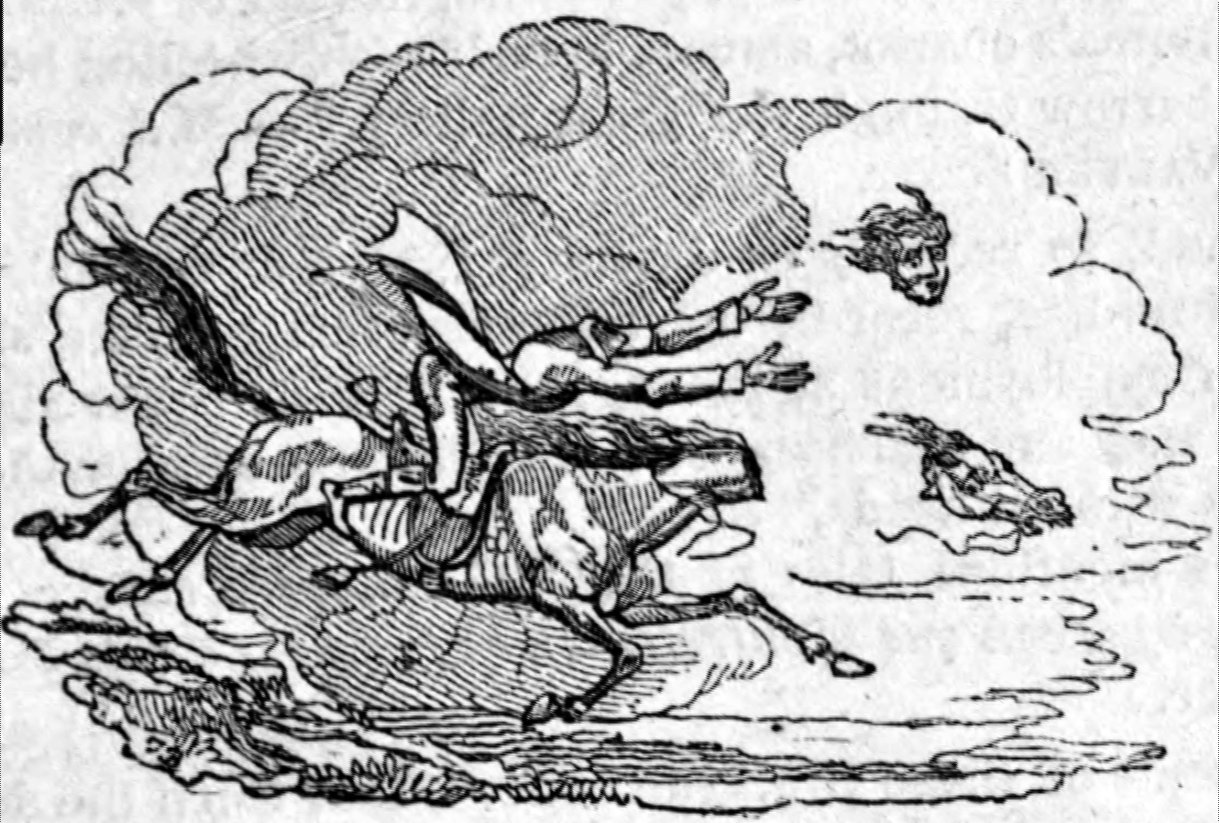
首無しの騎乗者、デュラハン—W・H・ブルック（画）。クローカー（編著）『南アイルランドの妖精物語と伝説』 (第3版、1834年）より。

デュラハン（英語: Dullahan; 英語: Dubhlachan, dúlachán; [ˈduːləˌhɑːn]）は、アイルランドに伝わるヘッドレス・ホースマン（首無しの騎乗者）、または首無しの御者。頭部のない男性の胴体の姿で、生きたように馬に乗り、首級を手に持つか胸元に抱えている。悪しき妖精の一種。
ガン・ケン（アイルランド語: gan ceann「無頭/首無し」）の異名もあるが、そもそもは「首無し馬車（コシュタ・ガン・ケン）」、別名「音無し馬車（コシュタ・バワー）」の伝承があり、その首無し御者がデュラハンとみなされる。家の人が戸を開けると盥（たらい）にいっぱいの血を顔に浴びせかけるともいわれる。この死の馬車は、バンシー（banshee）と同様、死を予言する存在であり、死人が出る家の元に現れる。
自分の姿を見られる事を嫌っており、御者の姿を見た者はその鞭で目を潰されそうになる。

## 語釈
ドュラハンやダラハンともカナ表記される。
デュラハンについてトマス・クロフトン・クローカーによる民話集『南アイルランドの妖精物語と伝説』（第2巻、1828年）に早期の記述があり、デュラハンをホブゴブリン（恐ろしい精霊）"の類としている。近年の解説では"悪しき妖精 unseelie (wicked) fairy"の1つともされる。
英名の Dullahan（異綴り Dulachan、Durahan等) は、アイルランド語 Dubhlachan [Duḃlaċan] に発し、'暗い、陰鬱な人間'を意味すると、往時の言語学者エドワード・オライリーが書信で解説している。'暗い'にあたる dubh はアイルランド語で'黒色'を意味する。
異型として Dulachan, Durrachanがあり、そこからはアイルランド語 dorr/durr '怒り'またはdorr/durr '悪意ある、獰猛(激烈)な'からの語源が想定されるとオライリーは付け加えたが、クローカーは「黒色」に関係する「暗い」という意味合いに確実性があるとし、もうひとつの語源説には懐疑的であった。

### 首無し・音無し
ガン・ケン（アイルランド語: gan ceann）という異名があるとする近年の著書もあるが、そもそもは人型の精霊自体でなく、馬車全体を指した:
古い資料では「首無し馬車（コシュタ・ガン・ケン）」（Cóiste Gan Cheann）、またの名を「音無し馬車（コシュタ・バワー）」（直訳すると「聾なる馬車」）が、死の前兆であるとしている。この馬車の首無し御者も、すなわちデュラハンである、というのがクローカー等の認識である。

## 伝説
クローカーの民話集の「デュラハン」の部には5編の説話が収録されており、各々に解説がついている
デュラハンは、首無しの悪しき精霊の類をさす汎用語で、女性の姿のものもおり。クローカー民話集の第1篇「良き女性（グッド・ウーマン）」では村人が女性のデュラハンのみならず紳士、淑女、船夫、兵士、聖職者などいくつものデュラハンに出くわす。
デュラハンは、ヘッドレス・ホースマン（首無しの騎乗者）として現れ、黒馬に乗るとされ、首なしか、でなくば首級（生首）を手に持ち高らかにかざしたり、小脇に抱えたりするという。
先にふれた「首無し馬車（ヘッドレス・コーチ）」の伝承について 、クローカーは別名「コーチ・ア・バワー Coach-a-bower」と述べるにとどまり、デュラハンと直接むすびつけて記述していない、が、この死の馬車の御者がデュラハンであることは他の解説者が主張している。
とくに悪名高い貴族が墓地に埋葬されたり、納骨堂に遺体安置されたときに、デュラハン出現の噂がたちやすい、とされる。

### 首無し御者
首無し御者は、その首無し馬車を墓地から出発させるともいわれ、あるいはその死の馬車で死期が間近な者のところを訪れるとも言われる。
「ハンロンの粉ひき小屋」の説話（コーク県）では、マイケル（「ミック」）・ヌーナンが、靴屋に靴を求めて遠い南の町に出かけ、徒歩で帰路に就くが「ハンロン老人」の廃屋である粉ひき小屋から、ガタガタという音を聞く。そのあとたまたま隣人に出くわし、馬車を村まで届けて欲しいと依頼される。月影がふと水面から消えたと思い振り返ると、となりに黒づくめの首無し御者がいなす、首無しの黒馬六頭牽きの馬車が走っていて仰天する。無事に家にたどり着くが、あくる朝、地元の名士リクソンの旦那が危篤だと、同氏のお抱えの猟師に知らされる。結局そのあとバリーギブリンの町は喪に服したのだという 。クローカーの解説によれば、「首無し馬車」の出現は、死や不幸の前触れと信じられていた。
クローカーが得た伝聞によれば、同じコーク県では「首無し馬車」がハイド城と、バリーホーリー村を超えた先の渓谷 to a glen/を行き来するとされていた 。また近隣のドナレイルの町では、死の馬車が家を一戸一戸訪ねるが、ドアを開けて応じるなどした者には、
盥一杯の血が浴びせかけられるとされる。いずれにせよ、この首無し馬車が立ち止まるのは、その家で死人が出ることの前兆であるか、あるいは"召される魂"の前途の凶兆であるという。
イエイツも、出身地のスライゴーで、この馬車が薄暮の朝にゴロゴロと通り抜けるという伝説を聞いたことがあり、実見したと主張する船夫にもあったことがあるとする。

### 音無しの馬車
「音無し馬車（コシュタ・バワー）」については、ロバート・リンド南部ゴールウェイ県のコネマラ地方の知人から逸話を収集しており、その人物は、馬車の輪郭がくっきりとあらわれた「静寂の影（サイレント・シャドー）」が過ぎ去ったのを見たとしている。一方、イエイツの説明では、この馬車がゴロゴロと騒音を立ててやってくるので、その耳障りな音から「聾の馬車」と呼ばれるのだとしている。
チャールズ・ウェルシュも、馬車の御者が盥の血を振りまくという伝説について、ゴロゴロと音を立てて戸口にやってくる"rumbles to your door"と脚色している。

### 男女の集合
すでに触れた説話「良き女性（グッド・ウーマン）」では、村人が女装しているが顔を隠した人物と同行し、これが首無しのデュラハンだと判明する。さらには多数の男女のデュラハンらも現れる。
この怪談の主人公は、ギャルティー山脈の麓にある「白騎士の領地」に住む、農民のラリー・ドッドで、馬慣らしにかけてはまわり40マイルその右に出る者なしという評判だった。カシェル (ティペラリー県)まで行って駄馬を買い求め、帰る道のりの途中にキルドレリーで開催中の市で売る算段だった。時は6月の夕方。道中で着衣に顔を隠した女性に遭い、徒歩だった女性に馬に相乗りを勧め、某教会の跡地で休憩した。そこで駄賃に無理やりキスを求めて抱擁したところ、彼女が首無しのデュラハンと判明。意識が薄らぎ、気をとりなおすと教会の廃墟には、いつのまにか車裂きの車輪があり、いくつもの生首（しゃれこうべ）で飾られており、首無しのデュラハンが数体、貴族や平民の姿で踊りまわっていた。酒杯を勧められ、褒めようとすると言葉途中でなんと首が胴体から離れてしまった。しかし正気を取り戻すと、首は元に収まっていた。だが、馬はデュラハンたちに持ち去られたようだった。

### 人骨製の備品
近年（21世紀以降）の書物には、デュラハンが人間の背骨（脊椎）を鞭として用いるという記述がみられる。 
しかしクローカー民話集の第3篇『収穫期の晩餐（The Harvest Dinner）』においては、首無し御者は「長い鞭」をふるうに過ぎない。この長鞭を馬たちに対して猛烈に打ちつけ、勢いあまって遭遇者の片目をつぶすところであったが、この人間は首無しの者が故意に目を狙ったものと受け止めた。これについてクローカーは、首無しの者は人間の目撃者の眼を潰しにかかる習性があるという結論に達しており、その理由付けとして、見ることができない首無しの者は、見ることが出来る健常者に怒りをつのらせるのだとしている。
クローカー民話集の第4篇「死の馬車 The Death Coach」は自作のバラッド詩だが、そこに「背骨」の言及があるものの、鞭ではなく馬車の車輪の軸が人間の背骨でできており、車輪の放射（スポーク）が大腿骨だと、歌われる 。クローカー詩に描かれる死の馬車は、前照灯が「二つの空ろな髑髏」であるが、中身は蝋燭であると補足され、御者席の垂布であるハンマークロスが「湿気で黴（）て」とされるのを「虫食いだらけ」と加筆して後世の執筆家には記述されている

### 生首
デュラハンが手に抱えるとする自分の生首については、クローカーの第4篇「首無しの騎乗者 The Headless Horseman 」に以下のような細かい描写がみられる
| ..such a head no mortal ever saw before. It looked like a large cream cheese hung round with black puddings: no speck of colour enlivened the ashy paleness of the depressed features; the skin lay stretched over the unearthly surface almost like the parchment head of a drum. Two fiery eyes of prodigious circumference, with a strange and irregular motion, flashed like meteors.. | ..かような頭部を定命の者は誰も見たためしはなかろう。それはあたかも大ぶりのクリームチーズにブラックプディング（血の腸詰）を巻きつけたようにもみえた。そのへこんだ特徴は、灰のように青ざめた色で、活きた血色がいささかもない。その地上界のものならざる表面に覆いかぶさる皮は、まるで太鼓に張る羊皮紙のごとく。二つの火のような眼は、巨大な円周をして、不思議で不規則な動作をなし、隕石のようにきら光っていた.. |
| —クローカー民話集（1828年）「The Headless Horseman 」 | —「首無しの騎乗者」（日本語訳） |

現代の語り部であるメイヨー県のトニー・ロックによれば、デュラハンの口はカミソリのように鋭い歯がならび、笑う口は顔の両脇まで裂け、巨大な目は「常に蠅のように跳びうつろい」、その皮膚は"黴（）たチーズの匂いと色と質感"をしているという。また、デュラハンがこの生首で見ることができるとする近年の書物もあり、"[生首]を使って鄙びた土地を展望し、死の際にある定命者を見つけ出す"のだという。

## 派生文学
アメリカの小説家のワシントン・アーヴィングが短編集の『スケッチ・ブック』の執筆中に北ヨーロッパへ旅行に向かい、そうした中でデュラハンなど首なし男の伝説について取材し、短編「スリーピー・ホロウの伝説」を書き上げている。
ファンタジーRPGではアンデッドとして扱われることが多い。
「首なし騎士」とも呼ばれ、文字通り首の無い騎士の姿をして、首無し馬に跨ったアンデッドとして描かれる。デュラハンは家の戸口の前で家族ひとりを指さしてその死を予言する。そして、一年後に再び現れて予言した相手を殺害する。